# ساري لين
ساري لين (بالفنلندية: Sari Laine)‏ هي لاعبة كاراتيه فنلندية، ولدت في 18 نوفمبر 1962 في هلسنكي في فنلندا.

## وصلات خارجية
- ساري لين على موقع KarateRec.com (الإنجليزية)
- ساري لين على موقع الجمعية الدولية للألعاب العالمية (الإنجليزية)